# Ламинин
Ламинин означава групу протеина ванћелијског матрикса, високе молекулске тежине (~400 до ~900 kDa). Представљају главну компоненту базне ламине (слој базне мембране) и темељ протеинске мреже за већину ћелија и органа. Као важан део базне ламине, утичу на диференцијацију, миграцију и адхезију ћелија.
Ламинини су хетеротримерни протеини који садрже α-ланац, β-ланац и γ-ланац, који се налазе у пет, четири, односно, три генетичке варијанте. Молекуле ламинина именоване су према саставу њиховог ланца. Дакле, ламинин-511 садржи α5, β1 и γ1 ланце.
Откривено је 14 комбинација ланаца In vivo. Тримерни протеини укрштају се и формирају укрштену структуру која се може везати за друге ћелијске мембране и молекуле ванћелијског матрикса. Три краћа крака су посебно важна у везивању за друге молекуле ламинина, што им омогућава да формирају листове. Дуги крак способан је да се веже за ћелије, што помаже да се организоване ћелије ткива причврсте за ћелијску мембрану.
Породица ламининских гликопротеина улазе у састав структурне скеле у готово сваком ткиву организма. Они се луче и уграђују у ванћелијске матриксе. Ламинин је од  кључног значаја за одржавање у животу и опстанак ткива. Дефекти на ламининима могу узроковати неправилно формирање мишића, што доводи до облика мишићне дистрофије, смртоносне болести са кожним бубуљицама и дефектом бубрежног филтера.

## Типови
Откривено је 15 тримера ламинина. Ламинини су комбинације различитих алфа-, бета- и гама ланаца.
- Алфа ланаца су: LAMA1, LAMA2, LAMA3, LAMA4, LAMA5
- Бета ланци: LAMB1, LAMB2, LAMB3, LAMB4
- Гама ланци: LAMC1, LAMC2, LAMC3

Првобитно су ламнини нумерисани редом како су откривени, тј. ламинин-1, ламинин-2, ламинин-3, итд., али је номенклатура касније измењена тако да описује који су ланци присутни у свакој изоформи (ламинин-111, ламинин-211....). Поред тога, многи ламинини су имали уобичајена имена пре него што је било која номенклатура ламинина била на снази.
| Stara nomenklatura     | Stari sinonimi                     | Sastav lanca | Nova nomenklatura          |
| ---------------------- | ---------------------------------- | ------------ | -------------------------- |
| Laminin-1              | EHS laminin                        | α1β1γ1       | Laminin-111                |
| Laminin-2              | Merosin                            | α2β1γ1       | Laminin-211                |
| Laminin-3              | S-laminin                          | α1β2γ1       | Laminin-121                |
| Laminin-4              | S-merozin                          | α2β2γ1       | Laminin-221                |
| Laminin-5 / Laminin-5A | Kalinin, epiligrin, nicein, ladsin | α3Aβ3γ2      | Laminin-332 / Laminin-3A32 |
| Laminin-5B             |                                    | α3Bβ3γ2      | Laminin-3B32               |
| Laminin-6 / Laminin-6A | K-laminin                          | α3Aβ1γ1      | Laminin-311 / Laminin-3A11 |
| Laminin-7 / Laminin-7A | KS-laminin                         | α3Aβ2γ1      | Laminin-321 / Laminin-3A21 |
| Laminin-8              |                                    | α4β1γ1       | Laminin-411                |
| Laminin-9              |                                    | α4β2γ1       | Laminin-421                |
| Laminin-10             | Drosophila-liki laminin            | α5β1γ1       | Laminin-511                |
| Laminin-11             |                                    | α5β2γ1       | Laminin-521                |
| Laminin-12             |                                    | α2β1γ3       | Laminin-213                |
| Laminin-14             |                                    | α4β2γ3       | Laminin-423                |
|                        |                                    | α5β2γ2       | Laminin-522                |
| Laminin-15             |                                    | α5β2γ3       | Laminin-523                |

## Функција
Основна улога Ламинина је да формирају независне мреже. Повезују су са тип IV колаген мрежама преко ентактина, фибронектина, и перлекана. Везују се за ћелијске мембране преко интегринског рецептора и других плазмамембранских молекула, као што су дистрогликански комплекс гликопротеина и гликопротеин Лутхеран крвне групе. Kроз ове интеракције, ламинини доприносе везивању и диференцијацији ћелија, облику и кретању ћелије, одржавању ткивног фенотипа и подстицању преживљавања ткива. Неке од ових функција ламинина везана је за специфичне протеинске секвенце или фрагменте; пептидна секвенца, која се налази на алфа ланцу ламинина, промовира адхезију ендотелних ћелија.
Ламинин алфа4 је распоређен у различитим ткивима укључујући периферне нерве, ганглије дортзалног корена, скелетне мишиће и капиларе; у нервмомускуларном споју, потребан је за синапсну специјализацију. Предвиђено је да структура домена ламинин-Г личи на пентраксин.

## Патологија
Постојање оштећења на структури једног одређеног ламинина, ламинина-211, узрок је једног облика конгениталне мишићне дистрофије. Ламинин-211 састоји се од α2, β1 и γ1 ланаца. Ова дистрибуција ламинина укључује мозак и мишићна влакна. У мишићима се везује за алфа дистрогликан и интегрин алфа7—бета1, преко Г-домена, а преко другог краја се везује за ванћелијски матрикс.
Оштећени ламинин-332, који је неопходан за адхезију епителних ћелија на базну мембрану, доводи до стања званог спојна епидермолyсис булоса,карактеристичним бујним гранулацијским ткивом коже и слузница и издубљеним зубима.
Неисправан ламинин-521 у филтеру бубрега узрокује цурење протеина у мокраћу и нефротски синдром.